# Nasino
Nasino (, Naxin in ligure) è un comune italiano di 155 abitanti della provincia di Savona in Liguria. La sede comunale è situata nella frazione di Borgo.

## Geografia fisica
Il territorio comunale, al centro della valle del torrente Pennavaira, confina con le province di Imperia e Cuneo. La cima più alta è il monte Galero (1708 m) che si affaccia sul mare, per il versante ligure, mentre sul versante piemontese sovrasta Garessio (CN). Nel territorio sono presenti laghetti e pareti di roccia per scalatori.

## Storia

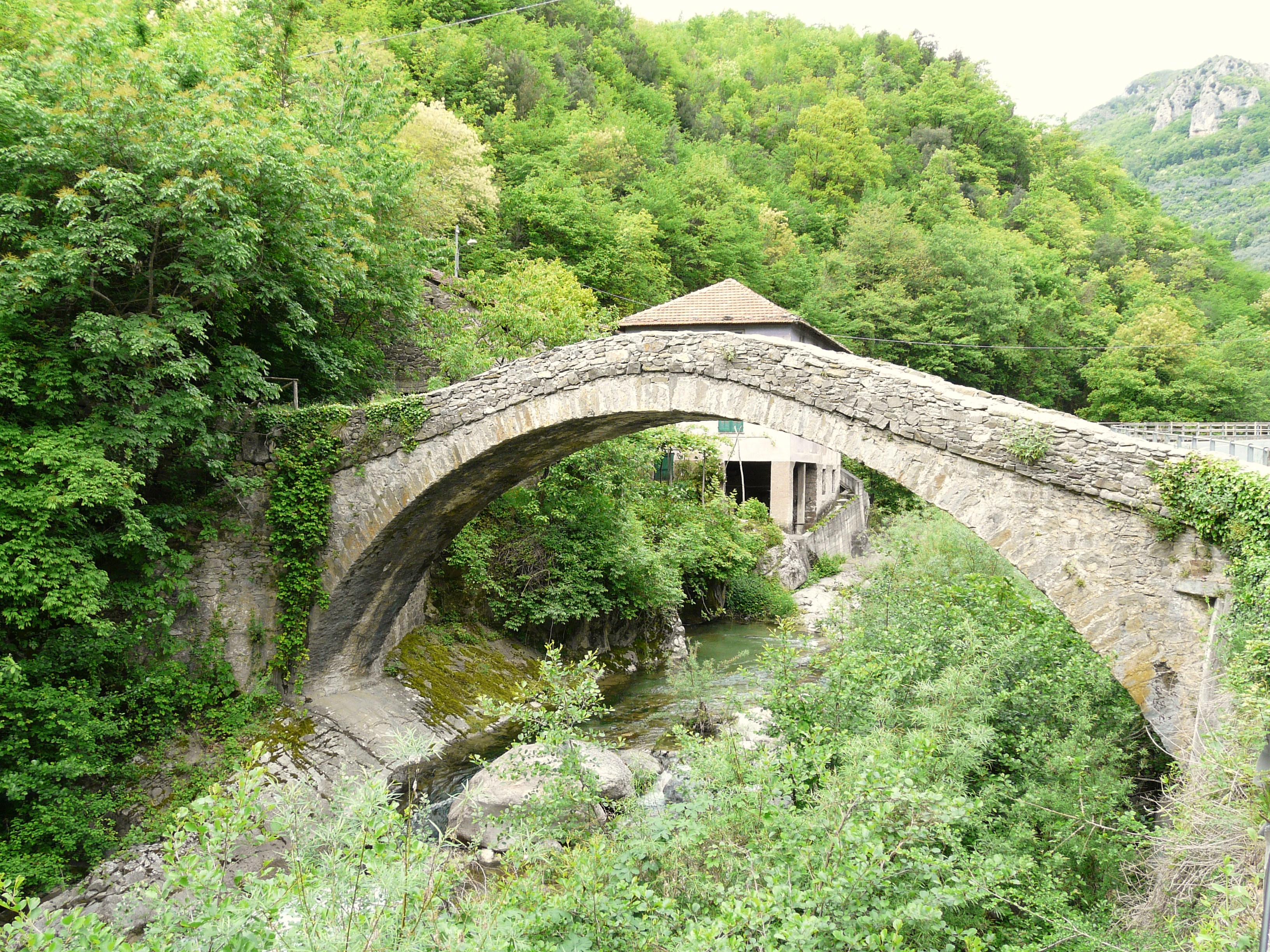
Un antico ponte sul torrente Pennavaira

I più antichi insediamenti umani erano le grotte lungo il Pennavaira, dove la dottoressa Anfossi ha trovato e catalogato reperti risalenti fino a 9000 anni fa, esposti nel museo antropologico di Albenga. Una mostra fotografica permanente è altresì allestita a Caprauna (CN) nell'alta valle Pennavaira, considerata la culla dei Liguri.
La frazione più antica è Vignolo, già presente quando gli antichi Romani costruirono edifici nella valle, il cui nome era Naticinum.
Nel X secolo il territorio di Nasino venne compreso nella Marca Aleramica e il secolo successivo tra i feudi assoggettati ai marchesi di Clavesana. Nel corso del XIV secolo la proprietà fu infeudata alle famiglie albenganesi Cepolla prima e ai Cepollini dopo, ma furono principalmente le due maggiori signorie dei Clavesana e dei Del Carretto di Finale a contendersi per tutto il Trecento la sovranità sul territorio nasiniese. Furono i marchesi carretteschi a trattare un'alleanza politica e per scambi commerciali nella valle con la Repubblica di Genova che, sotto il dogato di Antoniotto Adorno (1386), riconobbe i Del Carretto come signori di Nasino e i Cepollini di Albenga come vassalli.
Con l'estinzione della famiglia albenganese, nel corso del XV secolo, il possesso del feudo nasiniese pervenne interamente al ramo dei Dal Carretto di Zuccarello e il secolo successivo al ramo familiare di Balestrino. Facente parte dei feudi imperiali dal XVI secolo, il territorio di Nasino fu annesso "sulla carta" al Regno di Sardegna nel 1735 (assieme ai feudi imperiali delle Langhe), ma effettivamente consegnato alla sovranità del re Carlo Emanuele III di Savoia solamente dopo l'editto datato 3 ottobre 1752 del marchese Ottaviano Tommaso Costa Del Carretto. Quest'ultimo rimase alla guida del feudo fino all'invasione dell'esercito napoleonico nel 1797.

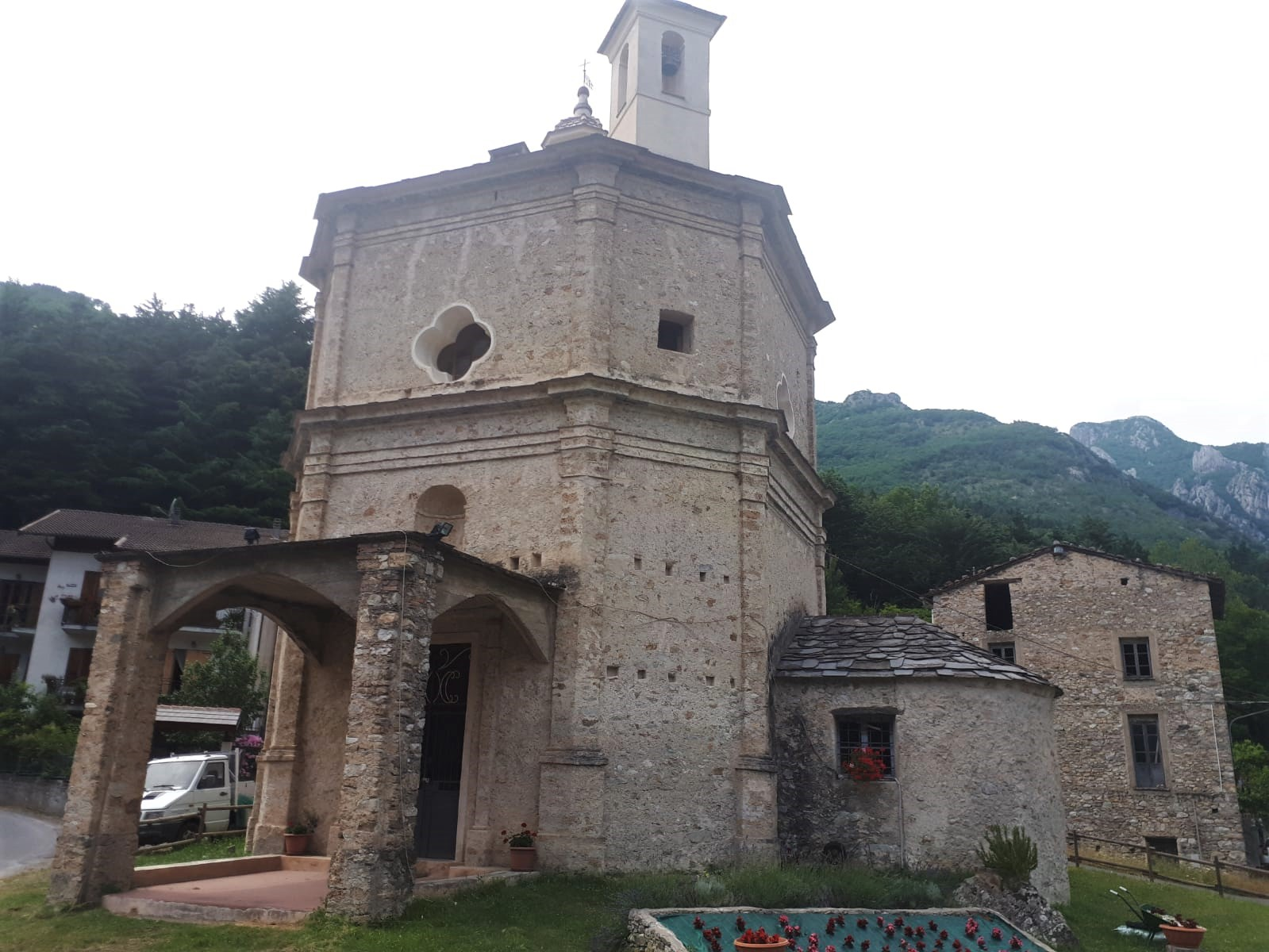
Il santuario della Natività di Maria Vergine

Annesso al Primo Impero francese tra il 1801 e il 1802 fu sottoposto al cantone di Ceva nel Dipartimento della Stura - con capoluogo Cuneo - e dal 13 giugno 1805 al 1814 inserito nel Dipartimento di Montenotte. Nel 1815 fu inglobato nella provincia di Albenga del Regno di Sardegna, così come stabilì il Congresso di Vienna del 1814, e successivamente nel Regno d'Italia dal 1861. Dal 1859 al 1926 il territorio fu compreso nel I mandamento di Albenga del circondario di Albenga facente parte della provincia di Genova; nel 1927 con la soppressione del circondario ingauno passò, per pochi mesi, nel circondario di Savona e, infine, sotto la neo costituita provincia di Savona.
Durante il secondo conflitto bellico Nasino fu una ricca zona di attività di lotta partigiana. Il 3 marzo del 1945 si attendeva un raid tedesco che, grazie alla spiata dei partigiani, molti civili riuscirono a mettersi in salvo; a farne le spese furono, però, Teresa Basso (nata a Nasino il 21 marzo 1892) che fu raggiunta da una sequenza di colpi nel tentativo di fuggire e anche il partigiano Pietro Maggio - nome di battaglia "Meazza" - venne ferito a un gluteo. La donna aveva la colpa di essere la madre di Anna, la fidanzata di Giovanni Moreno, detto "Sceriffo", che assieme a Meazza e al fratello Domenico Maggio, riuscirono a salvarsi nascondendosi in un casotto in località Villa Costa. La collaborazione fu molto attiva, tanto che venne arrestato il commissario prefettizio Antionio Ciocca, nato a Nasino il 20 maggio del 1901, che venne fucilato presso il cimitero di Leca d'Albenga il 17 marzo del 1945, assieme a Francesco Ciocca, Francesco Ghiglierie Domenico Siffredi e Giuseppe Priolo.
Alla fine del XIX secolo e all'inizio del XX molti nasiniesi abbandonarono il paese e partirono, prevalentemente verso le Americhe, in cerca di fortuna. Pochi hanno fatto ritorno. Dopo la seconda guerra mondiale l'emigrazione è avvenuta verso le città del vicino Piemonte e della Lombardia.
Dal 1973 al 31 dicembre 2008 ha fatto parte della Comunità montana Ingauna e, con le nuove disposizioni della Legge Regionale n° 24 del 4 luglio 2008, fino al 2011 della Comunità montana Ponente Savonese.

### Simboli
Stemma
Gonfalone

Lo stemma e il gonfalone sono stati concessi con il decreto del presidente della Repubblica del 24 luglio 2007. 

## Monumenti e luoghi d'interesse

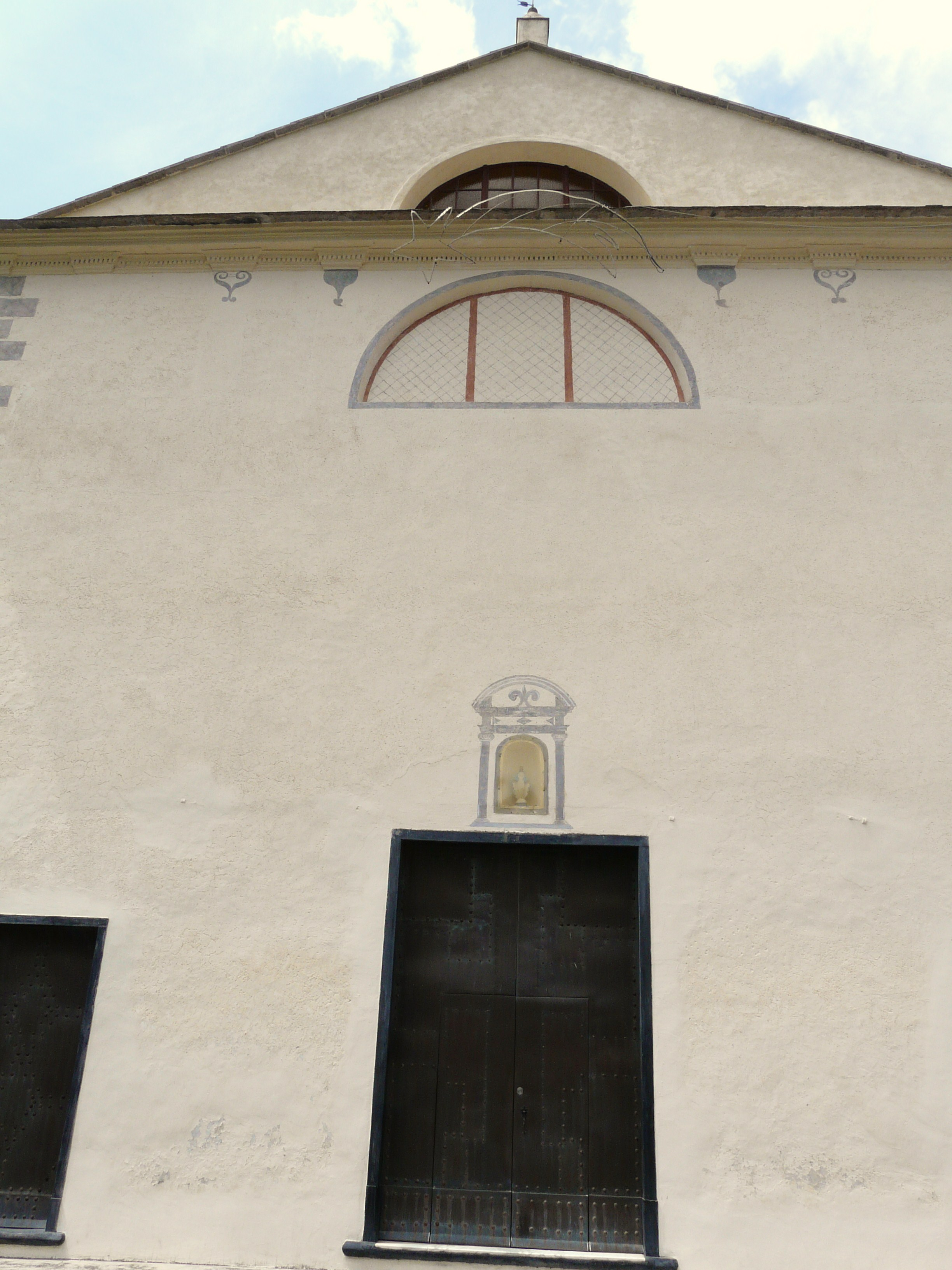
La chiesa parrocchiale di San Giovanni Battista a Nasino

### Architetture religiose
- Chiesa parrocchiale di San Giovanni Battista nel capoluogo, risalente al XVI secolo. Pregiati affreschi la decorano ed è impreziosita da strutture marmoree notevoli. Diversi altari barocchi, con le tipiche colonne a "tortiglione" abbracciate da bellissimi angeli, la rendono unica nella zona.
- Santuario della Natività di Maria Vergine nella località Madonna di Curagna, situato a 335 m s.l.m., in una posizione di fondovalle tra montagne dirupate e campi coltivati a salvia e a frutteto. La sua attuale struttura è risalente al XVIII secolo.
- Cappella di San Bernardo nella frazione di Borgo.
- Cappella di San Sebastiano nella frazione di Costa.
- Cappella di San Biagio nella frazione di Perati.
- Cappella di Sant'Antonio abate nella frazione di Vignolo.

### Architetture civili
- Ponti di epoca romana lungo il torrente Pennavaira.

### Architetture militari
- Rovine del castello dei Del Carretto nella frazione di Vignoletto. La struttura si presenta a forma rettangolare e con i resti di due torri ai lati; sono altresì visibili tracce di affreschi.

### Aree naturali
Vicino al Lago del ponte, in località Madonna di Curagna, mulattiera per Vignolo, si trova un castagno cavo di notevoli dimensioni. Meraviglioso monumento naturale definito da un pittore contemporaneo "signore di Nasino". Occorre percorrere il sentiero sul lato sinistro del laghetto a circa venti metri sulla destra, in mezzo ad una piccola radura, si erge questo monumento plurisecolare che ha partecipato ai giochi dei bambini di molte epoche. Per abbracciarlo non bastano cinque uomini a braccia aperte.
Da Vignolo parte una strada carrozzabile sterrata che porta agli alpeggi verso il monte Galero, via via che si sale i boschi di castagni lasciano il posto a boschi cedui formati prevalentemente da carpini, betulle e querce fino a trovare faggete con esemplari interessanti. Su questo percorso si trovano due rocce di notevole interesse - la roccia di Carlo - che si affaccia su Vignolo con una guglia staccata dal resto del dorso roccioso, dalla parte opposta esistono i resti di una casa in pietra edificata a strapiombo sulla valle, quasi sicuramente un posto di vedetta saraceno, nel collettivo popolare cà de basure (casa delle streghe) - la roccia dell'Arma - parzialmente cava forma un piccolo anfiteatro che domina le valli a sud ed a nord e offre rifugio ai viandanti e agli animali.
Interessanti sono i resti di case di pietra dirute a 1200 metri s.l.m., in località Dente Pamparin dove alcuni secoli fa (1500-1600) i Ferrua, provenienti da Pamparato in Valcasotto, offrivano rifugio e cibo ai viandanti, oltre a dedicarsi alla produzione di carbone per gli abitanti della costa. L'occhio spazia lontano fino alla Corsica e farfalle azzurre si posano sulle mani. La strada prosegue fino ai prati, dove gli alberi non crescono più, ed oltre scendendo fino alla frazione Barchi nel territorio di Ormea.

## Società

### Evoluzione demografica
Abitanti censiti

### Etnie e minoranze straniere
Secondo i dati Istat al 31 dicembre 2019, i cittadini stranieri residenti a Nasino sono 24.

## Cultura

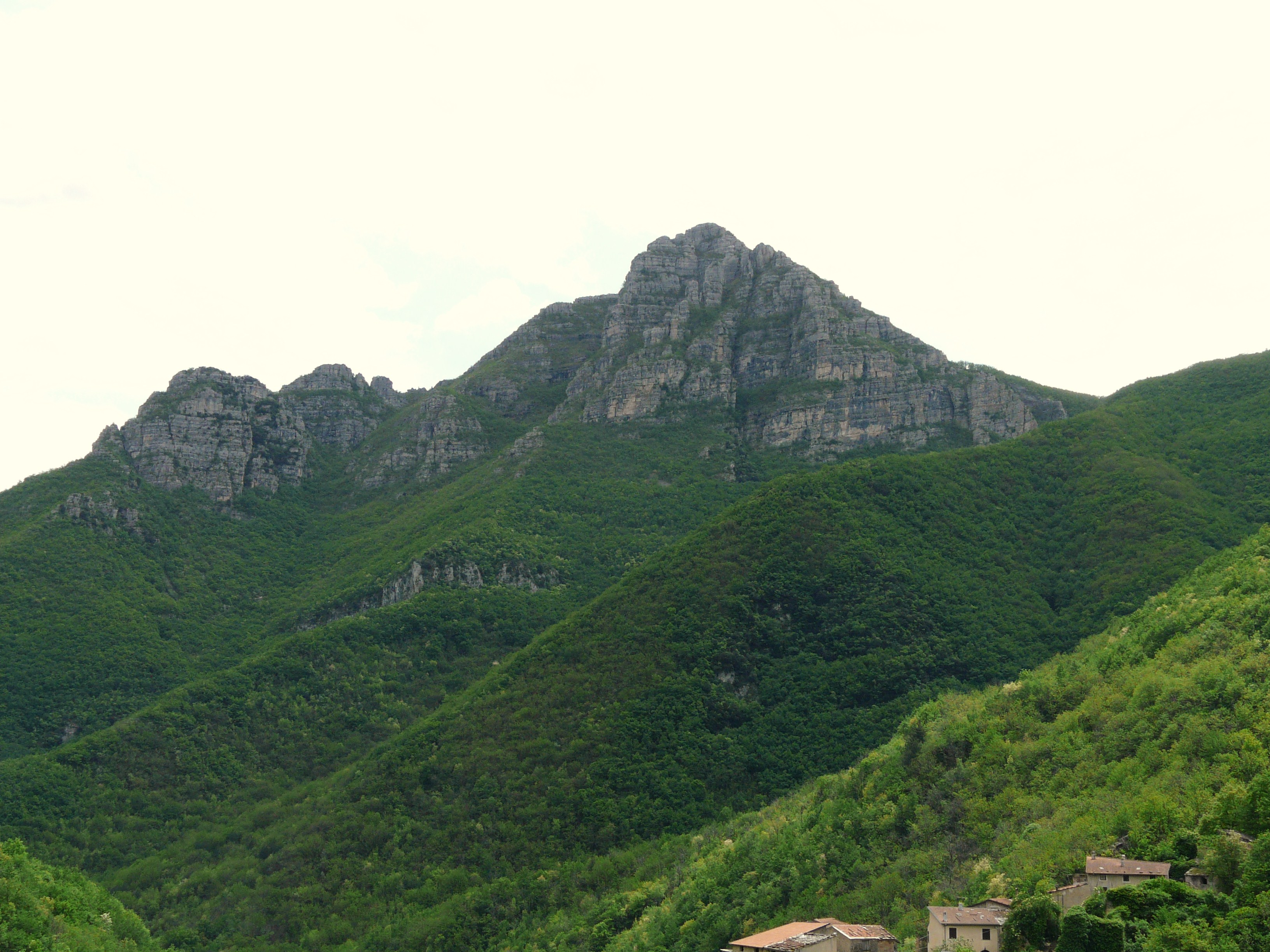
La valle e i monti del torrente Pennavaira

Le abitudini rituali delle antiche popolazioni, prima dell'avvento del Cristianesimo, sono simili ad alcune esistenti tuttora in alcuni paesi orientali. Due gli dei adorati, Belen e Pen. La deliziosa catena montuosa che incorona l'alta valle Pennavaire, in dialetto "E Pénne", frastagliata e con un apice paragonabile ad un vezzoso pennino, contribuisce ad alimentare la devozione e la gratitudine verso ciò che non si vede ma che muove ogni cosa. A prova di ciò, nelle grotte, situate lungo il torrente Pennavaire, abitate dagli uomini, sono presenti opere, eseguite dai nostri antenati, raffiguranti il fallo. Le donne invocano protezione ed aiuto per poter partorire senza problemi. Gli uomini chiedono di poter godere a lungo della potenza virile necessaria per penetrare ed ingravidare le donne. Tutto mirato al futuro ed alla continuazione della vita umana.
A poco a poco, con la diffusione della dottrina di Cristo, le cappelle e le chiese nascono nei luoghi utilizzati per le cerimonie rituali. Gli incroci dei sentieri sono i siti preferiti.

## Geografia antropica
Fanno parte del territorio comunale le frazioni di Beo, Borgo(capoluogo del comune), Casale, Chiesa, Costa, Mulino, Perati, Vignoletto e Vignolo (tra le località Madonna di Curagna) per una superficie territoriale di 22,18 km².
Confina a nord con il comune di Garessio (CN), a sud con Ranzo (IM) e Onzo, ad ovest con Ormea (CN), Alto (CN) ed Aquila d'Arroscia (IM), ad est con Erli e Castelbianco.

## Economia
Soltanto una famiglia si dedica all'agricoltura ed alla pastorizia, unica precedente risorsa della comunità. Altre attività sono una piccola struttura artigianale, un'attività commerciale per la confezione e vendita di prodotti tipici locali, un frantoio, un'azienda di produzione e trasformazione di concimi per l'agricoltura, piccola agricoltura per la produzione di prodotti locali, in particolare un fagiolo che cresce soltanto in questo luogo. Molti abitanti lavorano sulla vicina costa di Albenga - Alassio.

## Infrastrutture e trasporti

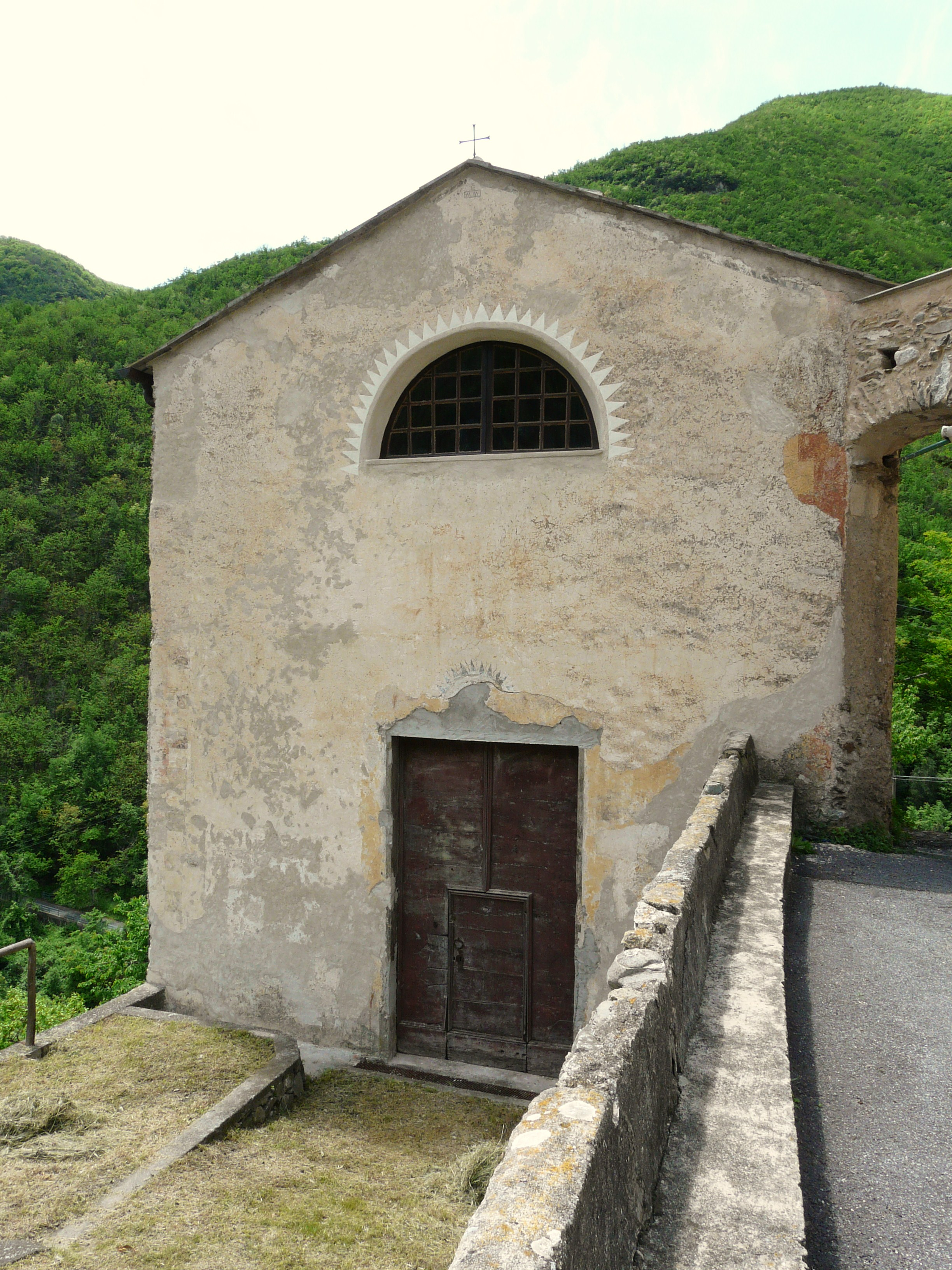
L'oratorio nel capoluogo di Nasino

### Strade
Il territorio di Nasino è attraversato principalmente dalla strada provinciale 14 che permette il collegamento con il comune piemontese Alto, ad ovest, e con Castelbianco ad est.

## Amministrazione
| Periodo        | Periodo        | Primo cittadino    | Partito                                          | Carica      | Note   |
| -------------- | -------------- | ------------------ | ------------------------------------------------ | ----------- | ------ |
| nd             | nd             | Antonio Audissone  |                                                  | Sindaco     |        |
| nd             | nd             | Felice Pisano      |                                                  | Sindaco     |        |
| nd             | nd             | Giovanni Pisano    |                                                  | Sindaco     |        |
| nd             | nd             | Pietro Ciocca      |                                                  | Sindaco     |        |
| nd             | nd             | Tommaso Ciocca     |                                                  | Sindaco     |        |
| nd             | nd             | Giuseppe Basso     |                                                  | Sindaco     |        |
| 17 giugno 1985 | 7 giugno 1990  | Attilio Raffaele   | Partito Socialista Italiano                      | Sindaco     |        |
| 7 giugno 1990  | 24 aprile 1995 | Attilio Raffaele   | lista civica                                     | Sindaco     |        |
| 9 maggio 1995  | 14 giugno 1999 | Marino Alberto     | lista civica                                     | Sindaco     |        |
| 14 giugno 1999 | 14 giugno 2004 | Marino Alberto     | lista civica                                     | Sindaco     |        |
| 14 giugno 2004 | 8 giugno 2009  | Roberto De Andreis | lista civica                                     | Sindaco     |        |
| 8 giugno 2009  | 26 maggio 2014 | Marino Alberto     | Progetto Nasino 2009 (lista civica)              | Sindaco     |        |
| 26 maggio 2014 | 27 maggio 2019 | Claudio Tessarin   | Lega Nord                                        | Sindaco     |        |
| 27 maggio 2019 | 17 agosto 2020 | Claudio Tessarin   | Lega Nord                                        | Sindaco     | [ 13 ] |
| 17 agosto 2020 | 4 ottobre 2021 | Giampiero Vassallo | Nasino nel cuore (lista civica di centro-destra) | Vicesindaco |        |
| 4 ottobre 2021 | in carica      | Roberto De Andreis | Nasino 2021 (lista civica)                       | Sindaco     |        |